# Midnight Club 3: DUB Edition
Midnight Club 3: DUB Edition ist ein Rennspiel von Rockstar San Diego, das im April 2005 für Sony PlayStation 2 und Microsoft Xbox durch Rockstar Games veröffentlicht wurde. Im August 2005 folgte die Version für PlayStation Portable, welche von Rockstar Leeds entwickelt wurde. Es ist der dritte Teil der Midnight-Club-Reihe.
Im März 2006 wurde das Spiel als Midnight Club 3: DUB Edition Remix mit mehr Inhalten für PlayStation 2 sowie Xbox neu aufgelegt.

## Spielprinzip
Das Spiel ist ein Fun-Racer. Das bedeutet, dass sich unter anderem die Fahrzeuge im Spiel weniger realistisch verhalten als beispielsweise in Gran Turismo 4. Der Hauptteil besteht aus einem Karrieremodus, bei dem der Spieler durch Siege in Einzelrennen und Turnieren Preisgelder gewinnt, die für Investitionen in neuere und bessere Fahrzeuge verwendet werden können. Darüber hinaus spielt das optische und leistungsbezogene Tuning der Autos im Spiel eine große Rolle. Durch eine Lizenz des DUB Magazine, bilden die im Spiel enthaltenen Tuninggegenstände originale Markenteile nach.
Des Weiteren verfügt das Spiel über einen Arcademodus, in dem der Spieler einzelne Rennen fahren kann. Die Auswahl der Städte, Rennen und Fahrzeuge beschränkt sich jedoch auf bereits im Karrieremodus bespielten Inhalt. Wetter, Verkehrsaufkommen und Zahl der Gegner können angepasst werden.

### Midnight Club 3: DUB Edition Remix
In der Neuauflage steht neben den Städten San Diego, Atlanta und Detroit, die schon in der ersten Auflage vorhanden waren, auch Tokio zur Verfügung. Zudem wurden 24 weitere Fahrzeuge in das Spiel integriert:
| - 1966 Cadillac Coupe DeVille - 1970 Cadillac El Dorado - Cadillac XLR - 1963 Chevrolet Corvette - 1970 Chevrolet Chevelle - Chevrolet SSR - Chevrolet Cobalt SS - Dodge Charger SRT8 - Dodge Magnum R/T - Dodge Super 8 Hemi - Hummer H3T - GMC Yukon Denali | - Hotmatch Chingon - Hotmatch V-Lux - Ducati Paul Smart 1000 - 1998 Gemballa F355 - Gemballa GT 750 - Infiniti FX45 - Infiniti G35 - 1998 Lamborghini Diablo - Mercedes CLS55 AMG - Nissan Sport Concept - Pagani Zonda C-12 S - Scion tC |

## Rezeption
Midnight Club 3: DUB Edition hat international gute Bewertungen erhalten. Die Rezensionsdatenbank Metacritic aggregiert für die PlayStation 2 sowie Xbox einen Gesamtwert von 84. Die Version des Spiels für die PSP wird mit von einem Gesamtwert von 74 schlechter bewertet.
Benjamin Blum von GamePro lobt die große Auswahl an spielbaren Fahrzeugen und die zahlreichen Tuningmöglichkeiten, beispielsweise durch Neonröhren, Karosserieteile oder Felgen. Überdies bietet der Soundtrack über 100 Lieder, beispielsweise von Nine Inch Nails oder Fat Joe. Überdies bewertet er ebenfalls den Mehrspielermodus positiv, welcher neben klassischen Rennen auch andere Modi wie Capture the Flag oder Paint beinhaltet.
Janina Wintermayr von Maniac kritisiert den hohen Schwierigkeitsgrad einzelner Missionen. Alex Navarro von GameSpot bemängelt das fehlende Gefühl von Geschwindigkeit auf der PSP-Version durch eine geringere Bildfrequenz und mangelnder Bewegungsunschärfe.

„Technisch tadelloses Tuning-Spektakel mit coolen Spielmodi und aufmotzbaren Fahrzeugen.“